# Eremalche rotundifolia
Eremalche rotundifolia är en malvaväxtart som först beskrevs av Samuel Frederick Gray, och fick sitt nu gällande namn av Edward Lee Greene. Eremalche rotundifolia ingår i släktet Eremalche och familjen malvaväxter. Inga underarter finns listade i Catalogue of Life.

## Bildgalleri

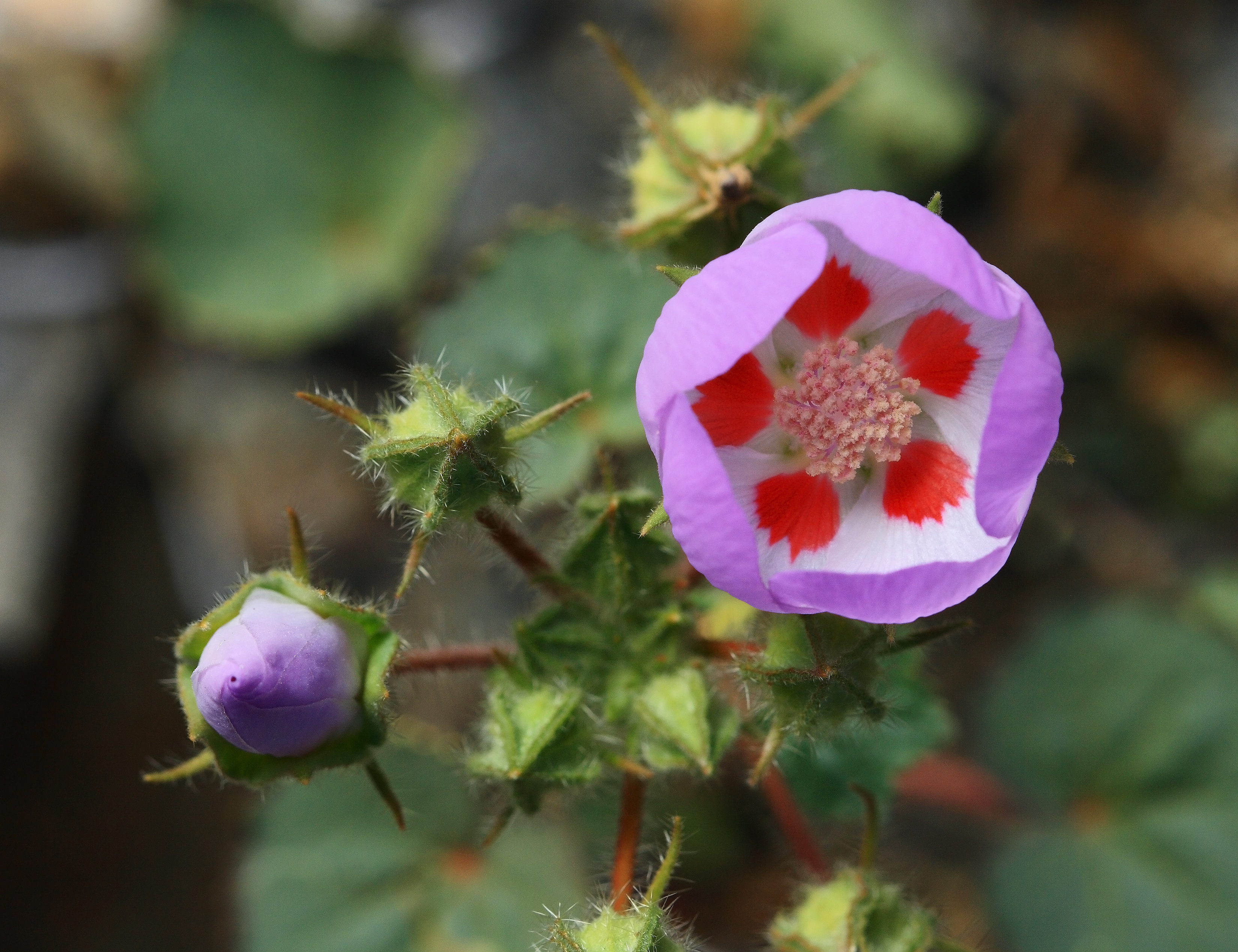
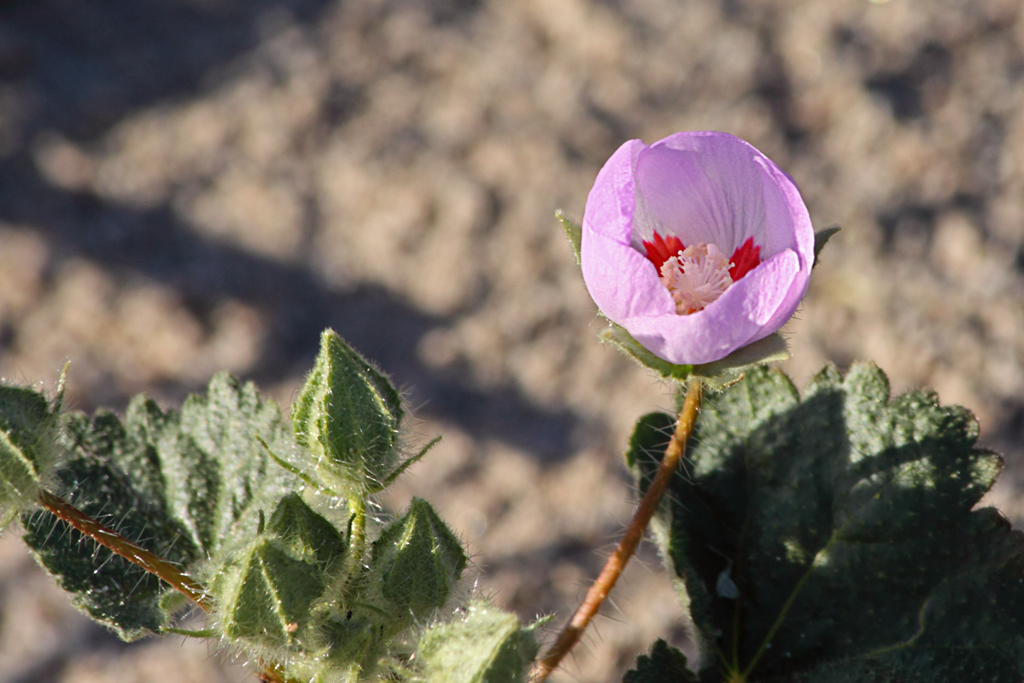
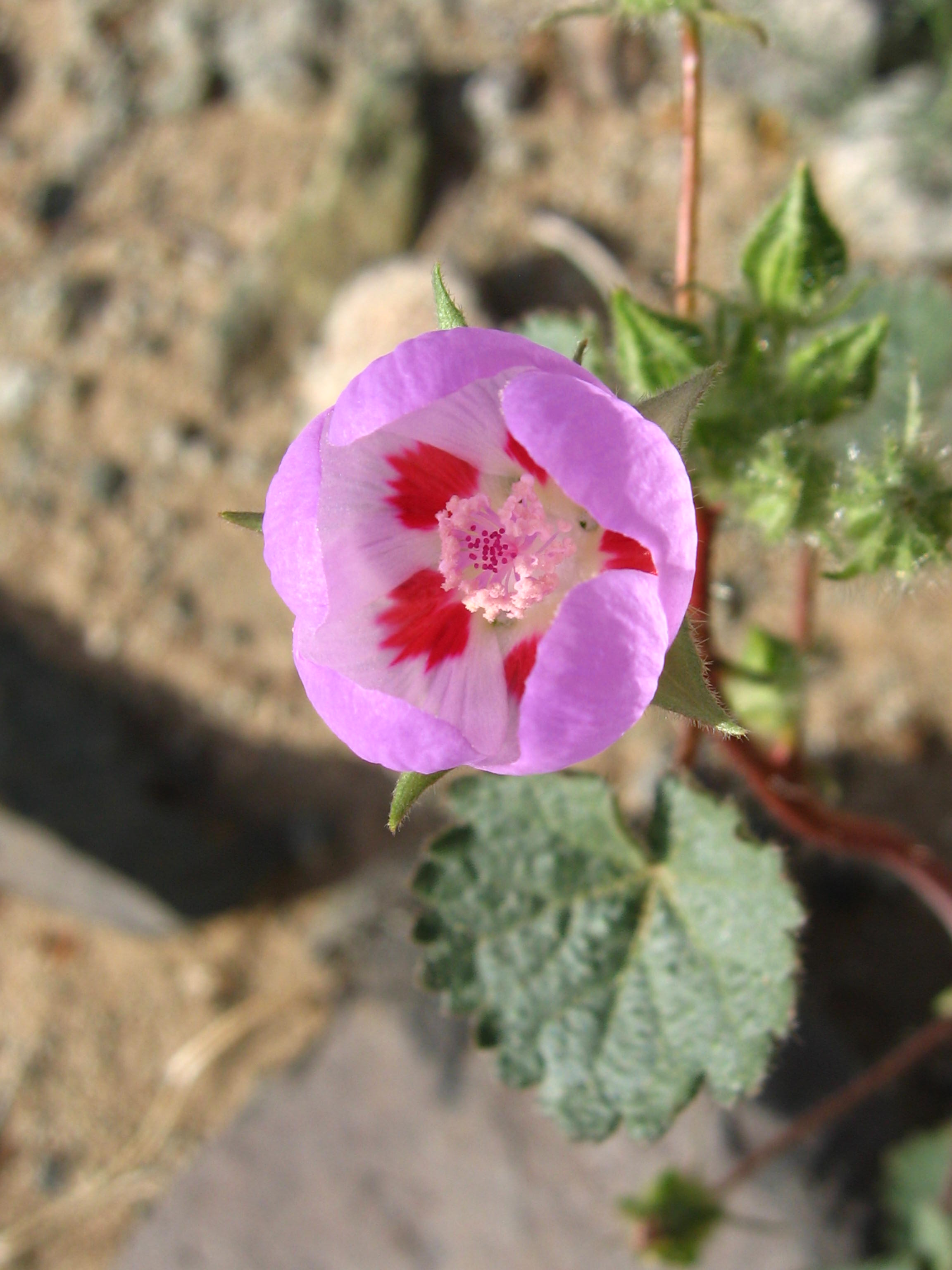
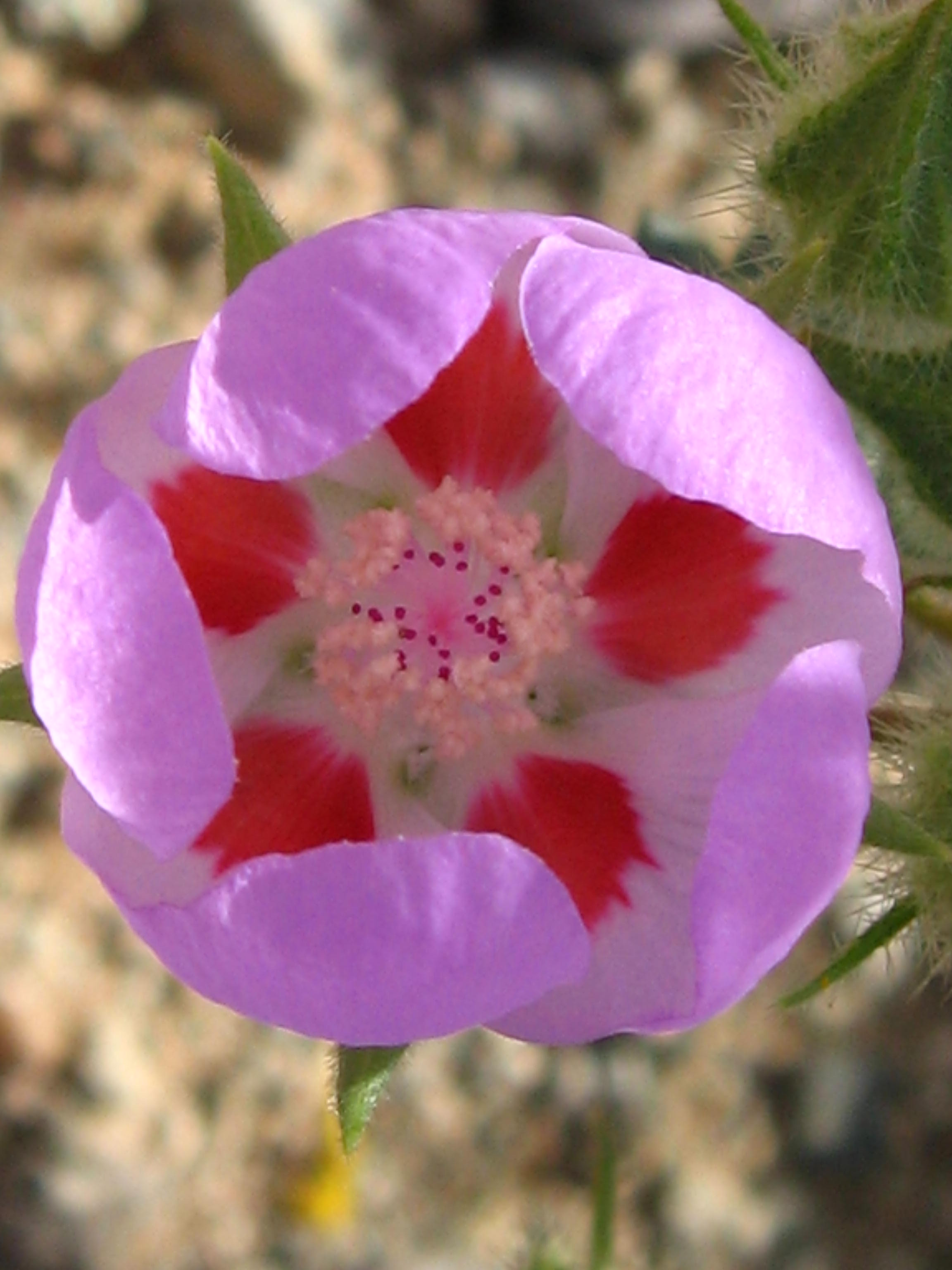
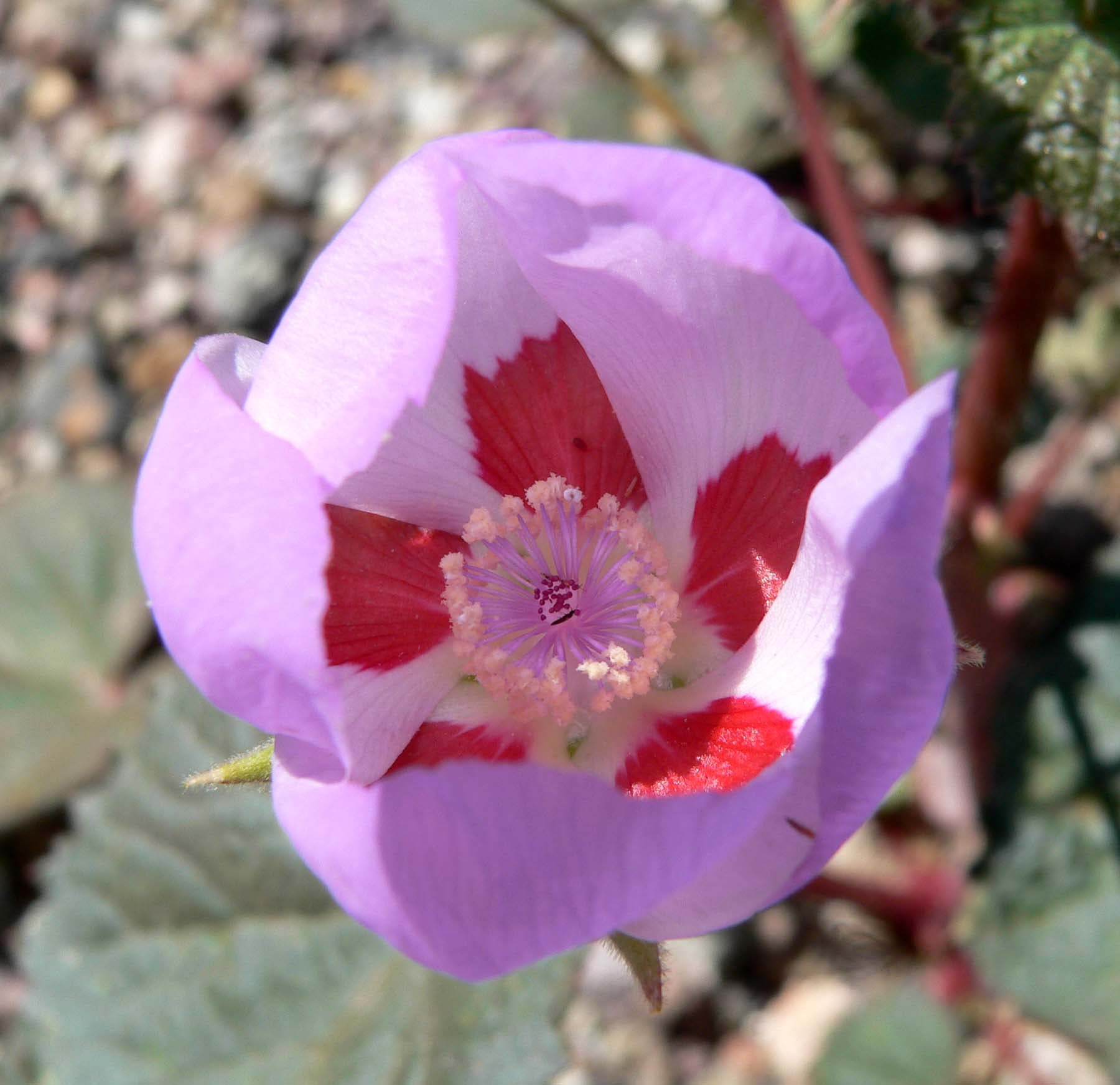
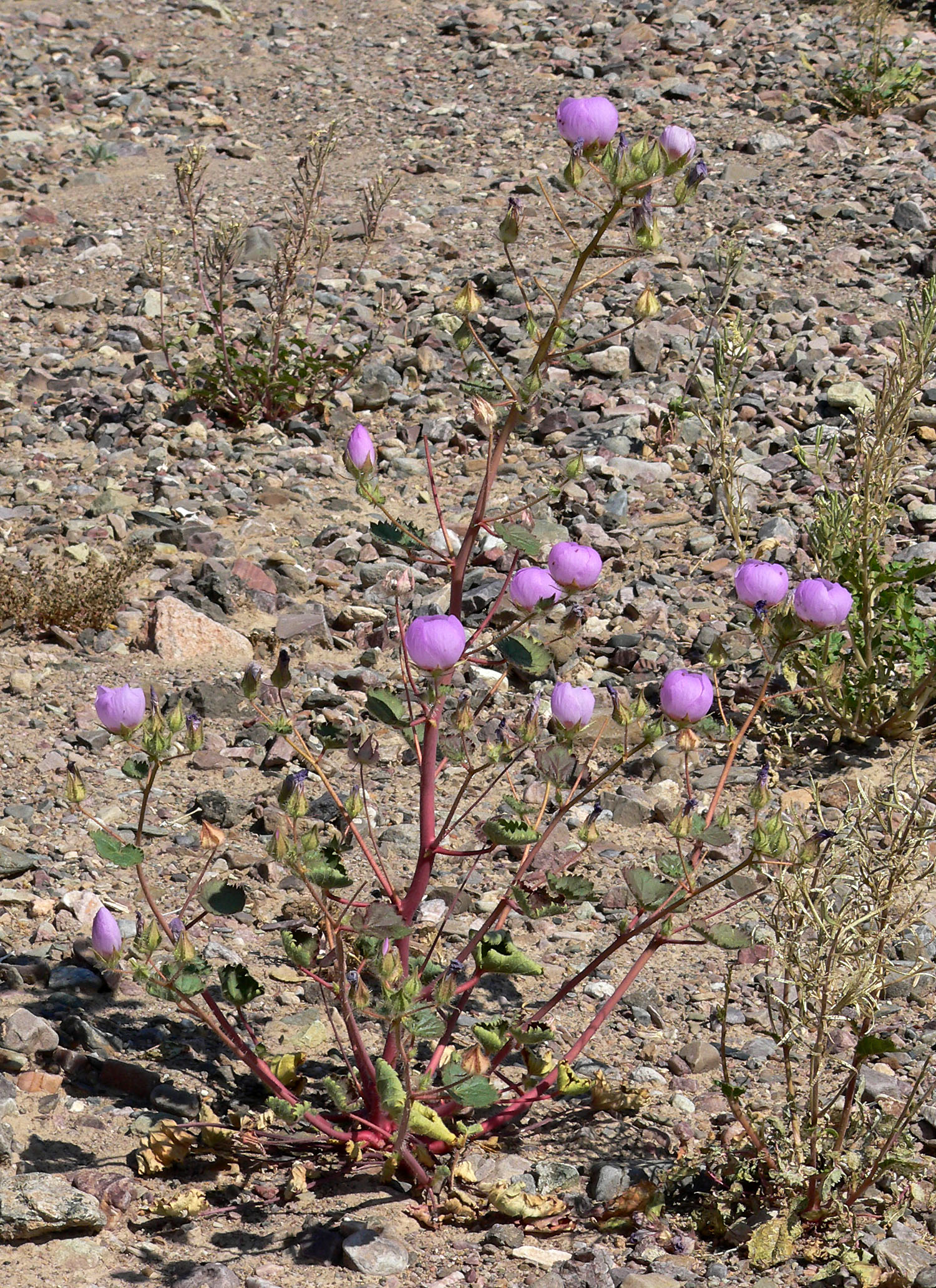